# Squatina australis
Pour les articles homonymes, voir Ange de mer.
Espèce
Statut de conservation UICN

 LC  : Préoccupation mineure
Répartition géographique
Squatina australis ou ange de mer australien est une espèce de requins.